# اوتاویو داتزان
اوتاویو داتزان (ایتالیایی: Ottavio Dazzan؛ زادهٔ ۲ ژانویهٔ ۱۹۵۸) دوچرخه‌سوار اهل آرژانتین است.